# Legyintőhang
A legyintőhang, angol terminológiával flap vagy tap, a fonetikában egyperdületű r-féle mássalhangzót jelent, mely a nyelvnek az artikuláció helyére való egyszeri koppantó mozgásával keletkezik. A tap és a flap fogalmakat általában ugyanannak a mássalhangzónak a jelölésére használják, bár egyes nyelvészek szerint az artikulációjukban van némi különbség (a flap esetében a nyelvhegy visszatér a nyugalmi helyzetbe, az alsó fogsor mögé).
Léteznek alveoláris, bilabiális és uvuláris legyintőhangok. Az alábbi táblázatban néhány példa szerepel.
| IPA | Leírás                           | Példa                    |
| --- | -------------------------------- | ------------------------ |
| ɺ   | zöngés laterális alveoláris flap | alnémet wedder (’újra’)  |
| ɻ   | laterális posztalveoláris flap   | japán ラーメン (’rámen’) |
| ɽ   | zöngés retroflex alveoláris flap | urdu بڑا (’nagy’)        |
| ɾ   | zöngés alveoláris flap           | angol letter (’levél’)   |

A spanyolban, illetve azokban a nyelvekben, ahol a mássalhangzó-hosszúság fonológiai megkülönböztető jellegű, az egyszerű r hang általában legyintőhangként valósul meg (pl. olasz és spanyol caro ’drága’, vö. carro ’szekér, autó’; magyar óra, vö. orra, stb.)
Az amerikai angol nyelvben például a t és a d hangoknál fordul elő a flap, amikor azok egy hangsúlyos és egy hangsúlytalan magánhangzó között állnak. Így a ride szóból alkotott rider és a write szóból jövő writer szavak hangalakja egyaránt [raɪDər] lesz.